# ТЕЦ Каенгкой I
14°34′17″ пн. ш. 100°58′20″ сх. д. / 14.57139° пн. ш. 100.97222° сх. д.
ТЕЦ Каенгкой I — колишня теплова електростанція, що працювала у тайській провінції Сарабурі.
В 1998 році на майданчику станції став до ладу парогазовий блок комбінованого циклу номінальною потужністю 107 МВт (можливий діапазон потужності від 68,4 МВт до 119,3 МВт), в якому дві газові турбіни живили через відповідну кількість котлів-утилізаторів одну парову турбіну.
Для охолодження використовували воду із річки Пасак.
Як паливо станція споживала природний газ, для подачі якого на майданчик знадобилась перемичка завдовжки біля 2 км із діаметром 300 мм (можливо відзначити, що блакитне паливо подали до провінції Сарабурі ще в першій половині 1980-х років по трубопроводу Бангпаконг — Каенгкой).
Видача продукції відбувалась по ЛЕП, розрахованій на роботу під напругою 115 кВ.
Проект реалізували через Gulf Electric Public Company Limited (GEC), засновниками якої на паритетних засадах були Electricity Generating Public Company Limited (EGCO, створена у середині 1990-х шляхом приватизації частини активів згаданої вище EGAT) та Lanna. В 2001-му остання продала свою частку японським інвесторам, після чого 49 % участі в GEC отримала компанія Electric Power Development (також відома як J-POWER), а ще 1 % дістався конгломерату Mitsui.
Станція отримала довгостроковий контракт на викуп 90 МВт потужності державною електроенергетичною компанією Electric Generating Authority of Thailand (EGAT), тоді як надлишкова електроенергія та вироблена технологічна пара в обсягах 32 тони на годину постачались підприємствам сусідньої індустріальної зони. По завершенні гарантованого контракту з EGAT станція була зупинена та не пізніше кінця 2020 року повністю демонтована.